# Hyllisia persimilis
Hyllisia persimilis là một loài bọ cánh cứng trong họ Cerambycidae.